# 3 Dywizjon Artylerii Przeciwlotniczej (II RP)

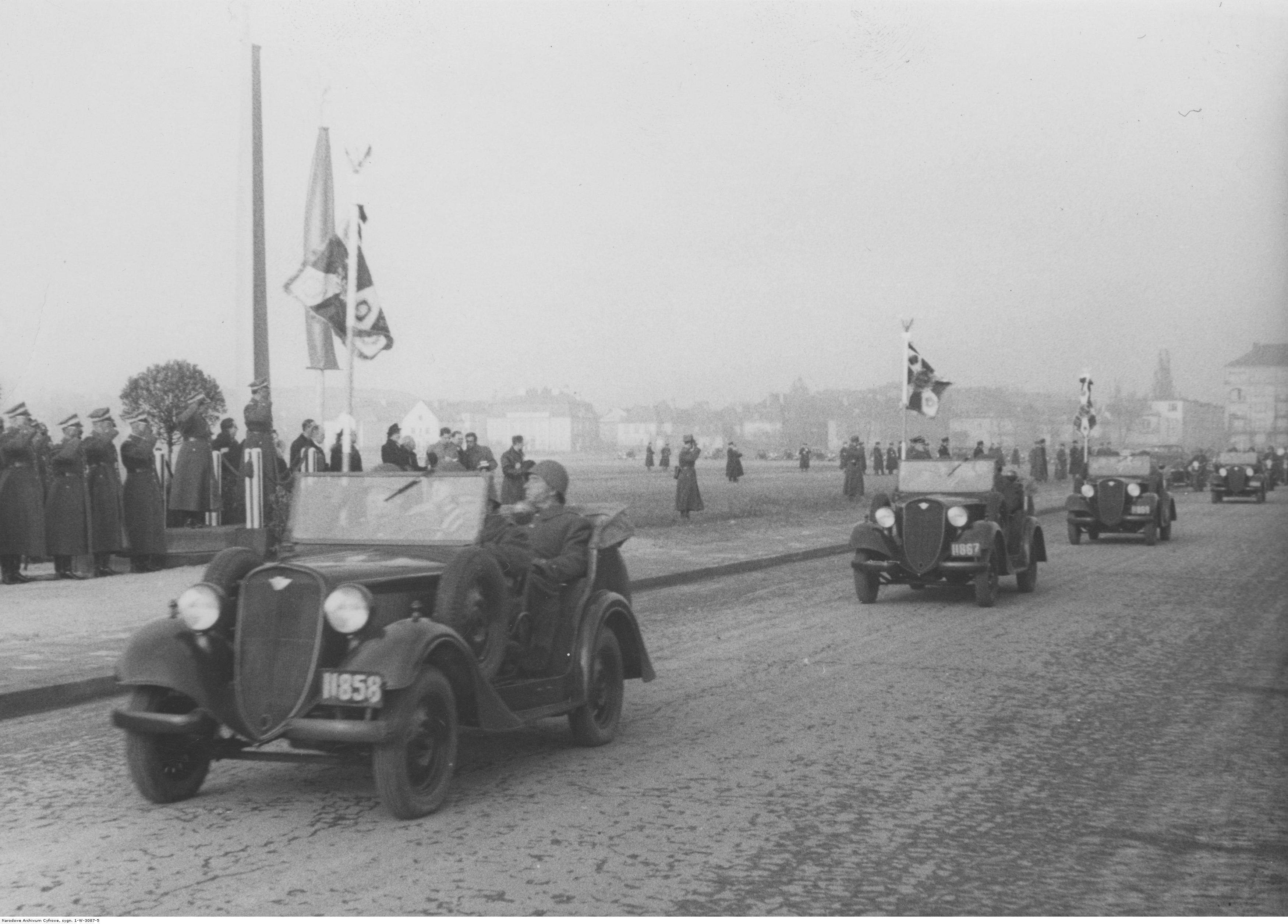
Wręczenie sztandarów dywizjonom artylerii przeciwlotniczej - defilada pocztów sztandarowych w samochodach Fiat 508 Łazik

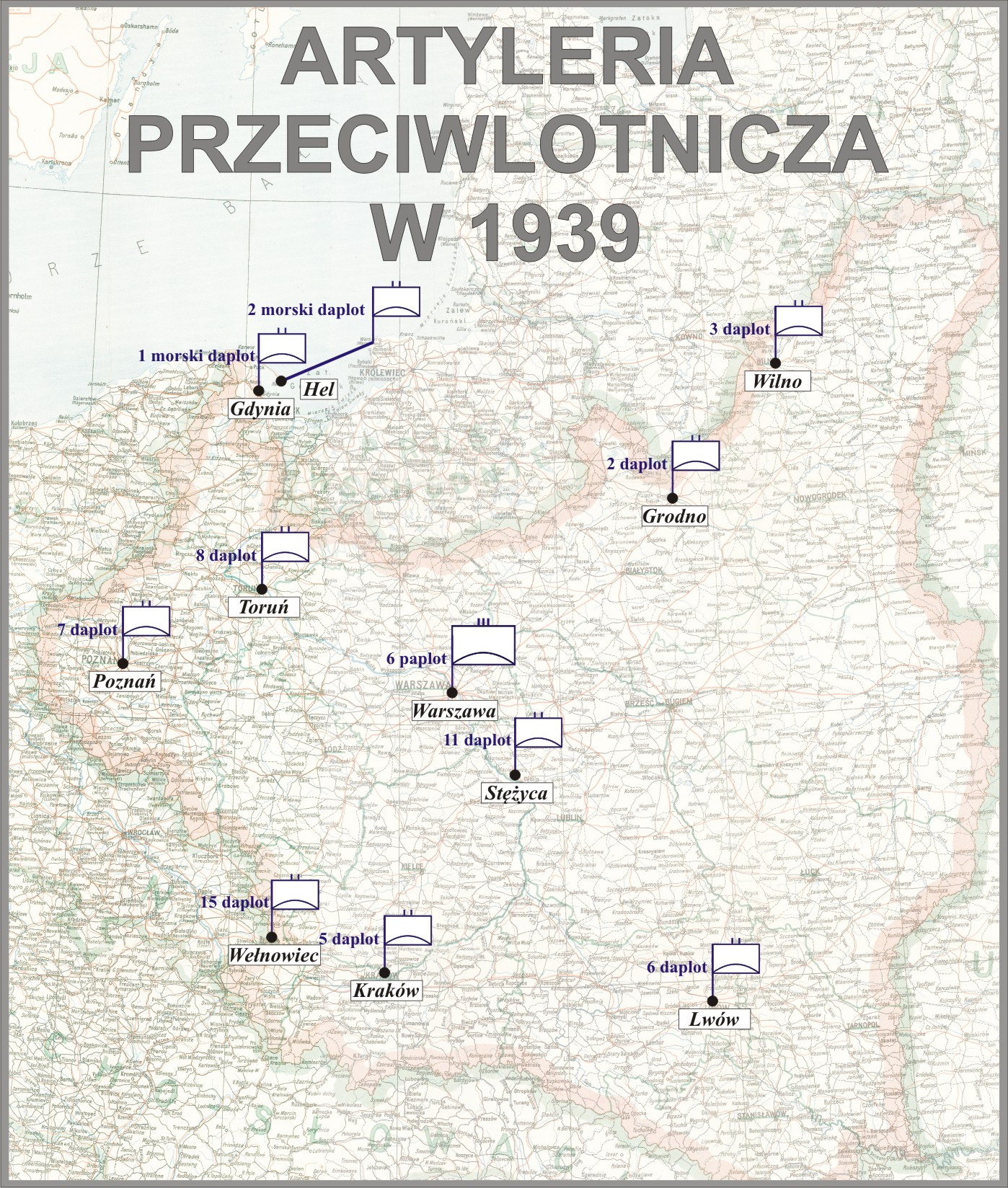
Artyleria przeciwlotnicza WP przed wybuchem II wś

3 dywizjon artylerii przeciwlotniczej (3 daplot) – pododdział artylerii przeciwlotniczej Wojska Polskiego w II Rzeczypospolitej.
18 maja 1929 roku minister spraw wojskowych „ustalił datę 5 września, jako dzień święta dywizjonowego 3 samodzielnego dywizjonu artylerii przeciwlotniczej”.

## Żołnierze dywizjonu
Dowódcy
- kpt. / mjr art. Gustaw Piwakowski (VII 1926[3] – XII 1929 → rejonowy inspektor koni w Gródku Jagiellońskim[4])
- mjr art. Józef Popiel (III 1930[5] – VI 1934 → kwatermistrz 18 pal[6])
- mjr art. Ireneusz Kobielski (VI 1934[6] – 1938 → dowódca 6 daplot)
- mjr art. Stanisław Krzywobłocki (1938 – 1939)

Obsada personalna w marcu 1939 roku
- dowódca dywizjonu – mjr Stanisław Krzywobłocki
- adiutant – por. Stefan Marian Osostowicz
- pomocnik dowódcy ds. gospodarczych – kpt adm. (art.) Jan Umiastowski
- oficer mobilizacyjny – kpt. Stefan Aleksander Dąbrowski
- dowódca plutonu łączności – por. Kazimierz Korobowicz
- dowódca 1 baterii – kpt. Władysław Jan Zdżarski
  - dowódca plutonu – ppor. Leonard  Renz
- dowódca 2 baterii – por. kontr. Jerzy Hołowań
  - dowódca plutonu – ppor. Henryk Szperka
- dowódca 3 baterii – por. Mieczysław Feliks Głuchowski
  - dowódca plutonu – ppor. Mieczysław Franciszek Poszalski

### Żołnierze dywizjonu – ofiary zbrodni katyńskiej
Biogramy zamordowanych znajdują się na stronie internetowej Muzeum Katyńskiego
| Nazwisko i imię      | stopień              | zawód             | miejsce pracy przed mobilizacją | zamordowany |
| -------------------- | -------------------- | ----------------- | ------------------------------- | ----------- |
| Korobowicz Kazimierz | porucznik            | żołnierz zawodowy |                                 | Katyń       |
| Korowajczyk Leonard  | porucznik rezerwy    | publicysta        |                                 | Katyń       |
| Tomaszewski Roman    | podporucznik rezerwy | urzędnik          |                                 | Katyń       |

## Symbole dywizjonu
Sztandar
5 maja 1938 roku Minister Spraw Wojskowych zatwierdził wzór sztandaru 3 daplot. 10 listopada 1938 roku na Polu Mokotowskim w Warszawie gen. dyw. Tadeusz Kasprzycki wręczył dywizjonowi sztandar ufundowany przez społeczeństwo Wilna. 
Opis sztandaru:
Na prawej stronie płatu sztandaru  umieszczony w rogach numer dywizjonu według wzoru ustalonego w „Dzienniku Rozkazów Ministerstwa Spraw Wojskowych” nr 6 z 1937, poz. 77. 

Na lewej stronie płatu sztandaru, na tarczach w poszczególnych rogach, znajdowały się:
- w prawym górnym – wizerunek Matki Boskiej Ostrobramskiej
- w prawym dolnym – godło miasta Wilna
- w lewym górnym – wizerunek św. Barbary - patronki artylerzystów
- w lewym dolnym – odznaka pamiątkowa 3 dywizjonu artylerii przeciwlotniczej.

Na dolnym ramieniu Krzyża Kawalerskiego wyhaftowany napis „Wilno 15 V 1926” upamiętniający datę i miejsce powstania dywizjonu.
Sztandar aktualnie eksponowany jest w Instytucie gen. Sikorskiego w Londynie.
Odznaka pamiątkowa
13 sierpnia 1932 roku Minister Spraw Wojskowych zatwierdził wzór i regulamin odznaki pamiątkowej artylerii przeciwlotniczej.